# Regression
«Scene One: Regression» es la primera pista del álbum conceptual Metropolis Pt. 2: Scenes from a Memory de la banda de metal progresivo Dream Theater. Conforma la primera escena del primer acto del disco.

## Canción
El personaje principal del acto (Nicholas) se encuentra en una sesión de hipnoterapia, entrando en un estado hipnótico. Se oye la voz del hipnotizador: "Si en cualquier momento necesitas volver, todo lo que tienes que hacer es abrir tus ojos".
Nicholas describe su estado hipnótico, en el último verso dice "Hello Victoria, so glad to see you my friend" (Hola Victoria, estoy contento de verte mi amiga)